# Joseph Saxton

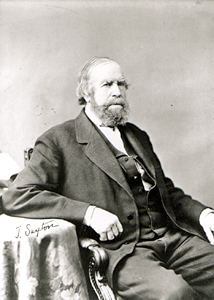
Joseph Saxton um 1850

Joseph Saxton (* 22. März 1799 in Huntingdon, Pennsylvania; † 26. Oktober 1873 in Washington, D.C.) war ein US-amerikanischer Uhrmacher, Erfinder und Instrumentenbauer.
Saxton arbeitete früh in der Nagel-Fabrik seines Vaters, war im Wesentlichen Autodidakt (auch wenn er zwei Jahre Uhrmacherlehrling in seinem Heimatort war) und arbeitete als Uhrmacher in Philadelphia. Dort erfand er eine Maschine, die Zahnräder in Form von Epizykloiden für Uhren schnitt. Sein Ruf als Erfinder brachte ihm in Philadelphia die Mitgliedschaft im Franklin Institute. 1828 ging er zur Weiterbildung nach London, wo er als Instrumentenbauer an der 1831 neu gegründeten Adelaide Gallery of Practical Science arbeitete, einer Institution, die neue wissenschaftliche Erkenntnisse und Geräte öffentlich vorstellte und auch Zauberkunststücke präsentierte. Er konstruierte Geräte für Zauberkunststücke, Tauchglocken, große Magnete und ähnliche Attraktionen. Saxton fand viel Aufmerksamkeit und machte die Bekanntschaft bedeutender britischer Ingenieure und von Michael Faraday, was auch zur Konstruktion elektrodynamischer Maschinen durch Saxton führte. 1837 kehrte er nach Philadelphia zurück und arbeitete als Aufseher über Maße und Gewichte bei der United States Mint sowie ab 1843 in ähnlicher Funktion beim US Coast and Geodetic Survey in Washington D.C. In dieser Funktion war er für die Standardmaße und -gewichte in den USA zuständig.
Er wurde in die National Inventors Hall of Fame aufgenommen und war 1863 Gründungsmitglied der National Academy of Sciences sowie der American Philosophical Society (1837). 1834 erhielt er die Scott Medal des Franklin Institute.